# Пленники моря
«Пленники моря» — советский художественный немой чёрно-белый фильм, снятый в 1928 году режиссёром Михаилом Вернером.
Премьера состоялась 1 мая 1928 года. Другое название — «Драма на подводной лодке». Фильм считался утраченным, однако был найден в архивах в Чехии. Фильм восстановлен и показан на фестивале «Белые Столбы-2001».
В фильме впервые в СССР была проведена подводная съёмка.

## Сюжет
Бывший офицер царского флота Иван Лер назначен командиром дивизиона подводных лодок. Его сын Николай возвращается из эмиграции со шпионским заданием. Он крадет у отца секретные документы. Шпиона поджидает английский крейсер.
Советское командование разгадывает шпионский план. Высылается подводная лодка, но в результате диверсии она идёт ко дну. Командир дивизиона Лер в водолазном костюме спускается на глубину и обнаруживает подлодку.
Николай добирается на шхуне до английского крейсера. Выясняется, что Николай выкрал не те документы. Англичане выбрасывают за борт незадачливого шпиона. Николая спасает судно под командованием его отца. Шпион предстаёт перед советским судом.

## В ролях
- Александр Крамов — Иван Романович Лер, командир дивизиона подводных лодок
- Ольга Книппер-Чехова — его жена
- Николай Кутузов — Николай Лер, их сын
- Елена Смирнова — Валя, их дочь
- Иван Штраух — Филиппов, командир подводной лодки
- Дмитрий Васильев — младший командир
- Юрий Лаптев — краснофлотец
- Пётр Савин — красноармеец
- Александр Сафрошин — моторист Коркин
- Владимир Подгорный — мистер Спрен, шпион

## Съёмочная группа
- Режиссёр-постановщик — Михаил Вернер
- Автор сценария — Сергей Ермолинский
- Оператор — Евгений Славинский
- Художник — Василий Комарденков

## Критика
Кинокритик Борис Алперс положительно оценил фильм: «Приключенческий сюжет обработан сценаристом Ермолинским и режиссёром Вернером остро, увлекательно и в тот же время с соблюдением бытового правдоподобия». По мнению критика, фильм имел недочёты: недостаточно показан быт советских моряков и устройство подводной лодки, а также «путаница в развитии сложной, многоветвистой интриги». Однако они «с лихвой покрываются чётким, стремительным темпом в развитии драматического действия, увлекательностью рассказа и хорошими съёмками Чёрного моря (оператор Е. Славинский)».
Кинокритик Х. И. Шлегель писал: «До эпохи сталинизма возникали варианты приключенческого кинематографа. Первые попытки были сделаны ещё в конце 20-х годов, например „Пленники моря“ (1928) Михаила Вернера. Драма на подводной лодке сопрягала эстетику экшн с мотивами идеологического воспитания».